# Матрица Тёплица
Матрица Тёплица (диагонально-постоянная матрица) — матрица, в которой на всех диагоналях, параллельных главной, стоят равные элементы:
{\displaystyle A={\begin{bmatrix}a_{0}&a_{-1}&a_{-2}&\ldots &\ldots &a_{-n+1}\\a_{1}&a_{0}&a_{-1}&\ddots &&\vdots \\a_{2}&a_{1}&\ddots &\ddots &\ddots &\vdots \\\vdots &\ddots &\ddots &\ddots &a_{-1}&a_{-2}\\\vdots &&\ddots &a_{1}&a_{0}&a_{-1}\\a_{n-1}&\ldots &\ldots &a_{2}&a_{1}&a_{0}\end{bmatrix}}},
то есть выполняется соотношение:
{\displaystyle a_{i,\,j}=a_{i-1,\,j-1}}.
Названы в честь немецкого математика Отто Тёплица.
Пример
Матрица 4×5:
{\displaystyle M={\begin{pmatrix}4&5&6&7&8\\3&4&5&6&7\\2&3&4&5&6\\1&2&3&4&5\\\end{pmatrix}}}

## Свойства
Две матрицы Тёплица можно сложить за {\displaystyle O(n)} операций. Матрицу Тёплица можно умножить на вектор за {\displaystyle O(n\log n)} операций, а умножение матриц Тёплица можно провести за {\displaystyle O(n^{2})} операций.
Тёплицева система линейных уравнений, то есть система вида {\displaystyle Ax=b}, где {\displaystyle A} — тёплицева матрица, может быть решена методом Левинсона за время {\displaystyle O(n^{2})}.
Матрицы Тёплица также связаны с рядами Фурье: оператор умножения на многочлен из синусов или косинусов, спроецированный на конечномерное пространство, можно представить такой матрицей.